# لیو سیشین
لیو سیشین (انگلیسی: Liu Cixin؛ زادهٔ ۲۳ ژوئن ۱۹۶۳) نویسنده اهل چین است که برندهٔ جوایزی همچون جایزه ادبی هوگو برای بهترین رمان برای رمان مسئله سه جسم شده‌است.